# Jost Werke

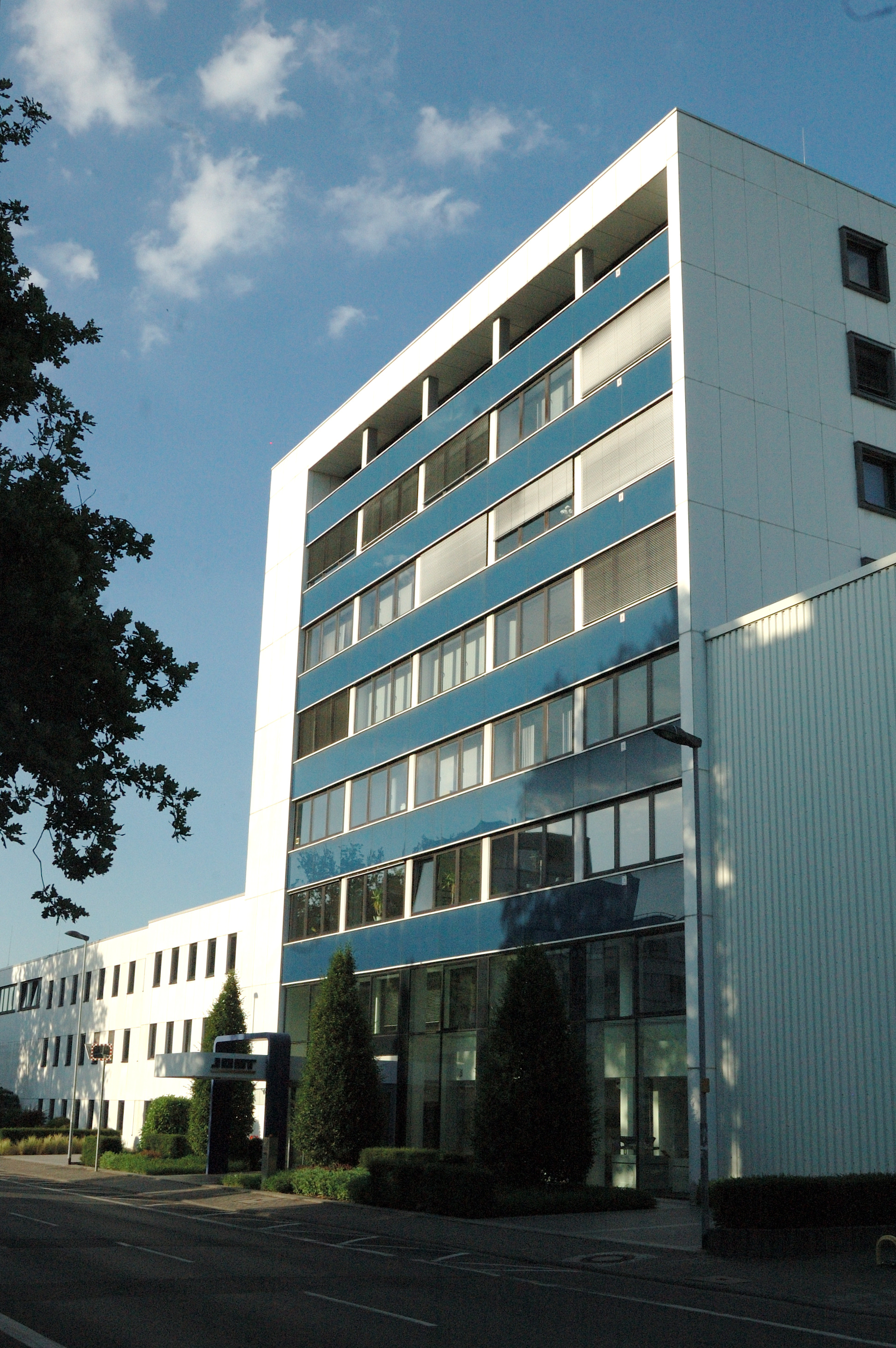
Firmensitz in Neu-Isenburg

Die Jost Werke SE (Eigenschreibweise JOST Werke SE) ist ein Hersteller von Systemen für Nutzfahrzeuge mit Sitz im hessischen Neu-Isenburg. Das Unternehmen ist seit 20. Juli 2017 an der Frankfurter Börse notiert.

## Geschichte
Gegründet wurde das Unternehmen 1952 als Fabrik für Kugellenkkränze von Hans Breuer und Joseph Steingass. Vier Jahre später wurde mit der Produktion von Sattelkupplungen begonnen. Bereits 1960 expandierte Jost nach Großbritannien und in das Südafrika (Werk in Chloorkop). In den 1970ern und 80ern folgten weitere Standorte – unter anderem in Italien, Frankreich, den USA, Spanien oder Australien. Zur Kapazitätserweiterung wurde 1980 in Wolframs-Eschenbach auch ein zweites Werk in Deutschland errichtet. 2000 eröffnete Jost in Greeneville, Tennessee das erste Werk in den Vereinigten Staaten. Ein Jahr später wurde der Anhängekupplungenhersteller Rockinger übernommen. Weitere Übernahmen folgen 2008 mit dem Trailer-Achslenksystemehersteller Tridec sowie 2015 von Mercedes-Benz TrailerAxleSystems. 2008 wurde Jost, das als Hidden Champion gilt, selbst von dem Private-Equity-Unternehmen Cinven übernommen. Der Börsengang der Gesellschaft folgte am 20. Juli 2017. Bis Januar 2018 verkaufte der bisherige Eigentümer Cinven alle Anteile an Jost weiter. Seit dem 19. März 2018 ist das Unternehmen im SDAX vertreten. Die Übernahme des schwedischen Unternehmens Ålö Holding AB, das auf landwirtschaftliche Frontlader spezialisiert ist, erfolgte 2020. Im Februar 2025 erfolgte eine weitere Übernahme: Jost kaufte Hyva, einen niederländischen Hersteller von Hydraulik-Anwendungen für Nutzfahrzeuge.

## Standorte
Jost hat Vertriebsstandorte und Produktionsstätten in über 35 Ländern auf fünf Kontinenten. Der Hauptsitz befindet sich in Neu-Isenburg. Weitere Produktionsstätten in Deutschland sind Wolframs-Eschenbach und Waltershausen (Produktion und Vertrieb).